# Кальміуський шлях

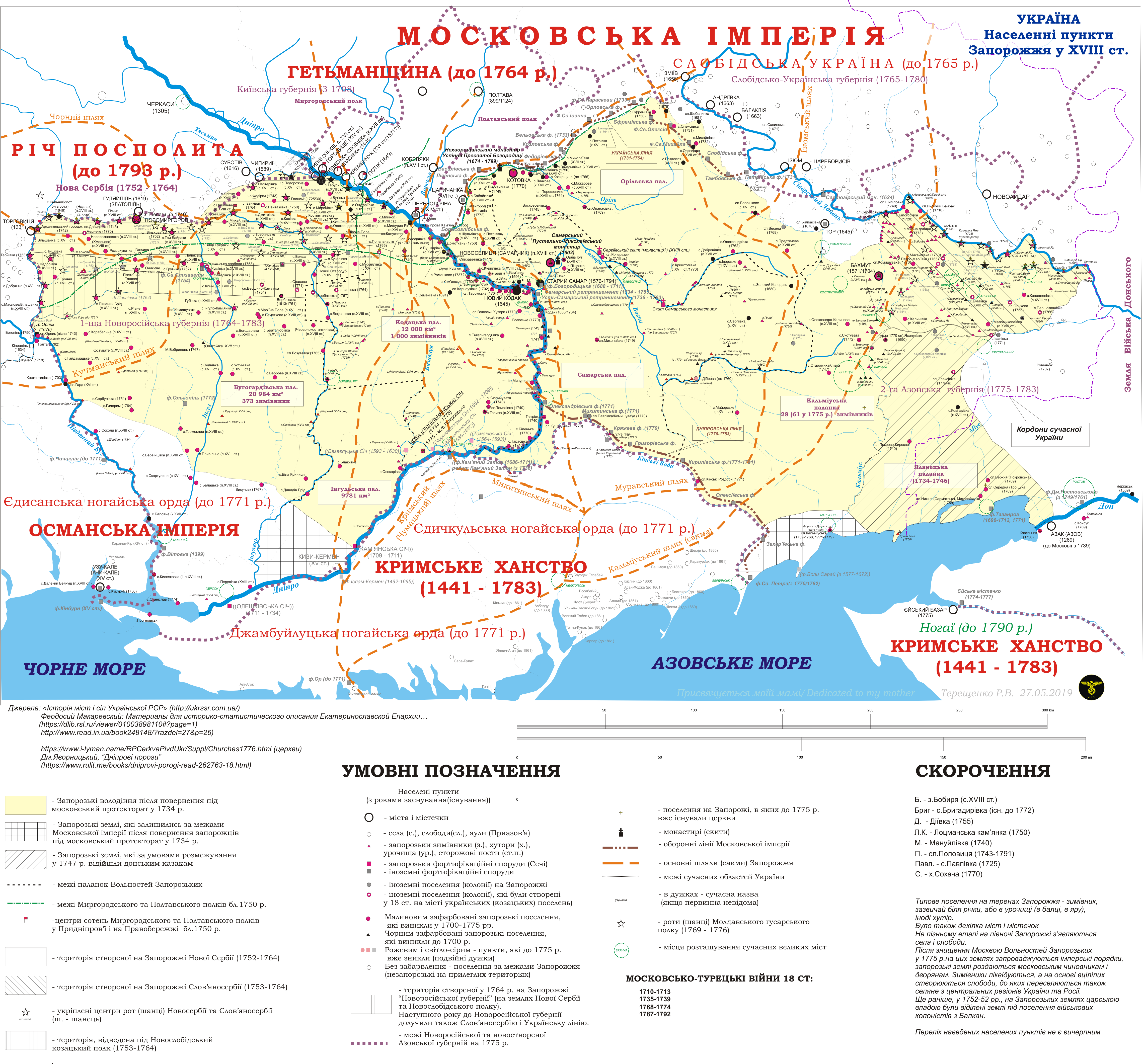
Степові шляхи України у18 ст

Кальміу́ський шлях (Кальміуська сакма; татарською сукмак — стежка) — одне з розгалужень Муравського шляху, яким користувалися загони кримських і ногайських татар для військових походів на Слобідську Україну і Московське царство в 16-му — на початку 18 століття для збирання данини — «поминків». Назву отримав від річки Кальміус.
Шлях починався на межі кочовищ Єдичкульської орди і Джамбуйлуцької орди, у верхів'ях річки Молочні Води, де відокремлювався від Муравського шляху. Далі йшов на північ вздовж правого берега річки Кальміусу і біля фортеці Тор (тепер місто Слов'янськ Донецької області) землями Кальміуської паланки Вольностей Війська Запорозького низового, перетинав Сіверський Донець, потім проходив у північному напрямі через територію Острогозького полку поблизу фортець Старобільськ, Сватове, Валуйки, Новий Оскол, Старий Оскол. Під Лівнами Кальміуський шлях знову з'єднувався з Муравським шляхом.